# Lei divina
Lei divina (ou lei de Deus) é a ideia de que as normas que orientam as ações humanas são estabelecidas no reino divino, um conceito comum ao judaísmo, cristianismo e islamismo. 

## Origem
A noção de lei divina, na qual de alguma maneira a divindade aplica a própria lei, aparece pela primeira vez na Grécia Antiga e na Bíblia hebraica. Como as concepções grega e bíblica do divino são radicalmente diferentes, suas noções da lei divina consequentemente divergem das demais também.
Para os gregos, a lei divina não se refere a uma lei dos deuses, porque "porque expressa as estruturas profundas de uma ordem natural permanente", que opera dentro do mundo físico e da natureza humana, jamais imposto por uma divindade. 

### Antecedentes no cristianismo
O conceito de ius divinum ("lei divina") é baseado na ideia encontrada em muitas culturas de que a lei ou parte da lei tem origem divina. O cristianismo influenciou significativamente a teoria do ius divinum na Europa. A jurisprudência romana clássica dividia a religião e a lei em duas áreas distintas.
O cristianismo medieval assumiu a existência de três tipos de leis: lei divina, lei natural e lei feita pelo homem. Teólogos debateram substancialmente o escopo da lei natural, com o Iluminismo incentivando um maior uso da razão, expandindo o escopo da lei natural e marginalizando a lei divina em um processo de secularização.
Frequentemente surgem conflitos entre os entendimentos seculares de justiça ou moralidade e a lei divina.

## Perspectiva religiosa
Tomás de Aquino (De lege), definiu a lei de Deus como proveniente unicamente da revelação encontrada nas Escrituras (por exemplo, a lei bíblica, os Dez Mandamentos e outras prescrições que aparecem na Bíblia), sendo acessível ao homem, e sua observância é necessária para a salvação.
Em religiões diversas existem conceitos similares, embora de aplicação muito diferente: a sharia e o conjunto de prescrições do islã (retiradas não apenas do Alcorão, mas também do Hadith e outras fontes), halacha ou mitzvah, e também o conjunto de prescrições do judaísmo (extraídas da Torá e do Talmude).
O pensamento cristão atribui grande importância ao momento histórico da Redenção na medida em que estabelece uma "nova lei", "lei evangélica" ou Lei de Cristo que supera a "antiga lei" ou Lei de Moisés. É também entendida em termos de "aliança" entre o homem e Deus (nova e antiga alianças).
Na linguagem medieval, o termo "lei" era utilizado como sinônimo de "religião" (mas com um forte sentido de identidade étnica e consequências jurídicas e políticas nas diferentes comunidades aljamas nos reinos cristãos da Península ibérica) para diferenciar os seguidores da Lei de Cristo, a Lei de Moisés e a Lei Islâmica do profeta Maomé.